# 風子のラーメン
『風子のラーメン』（ふうこのラーメン）は、NHK総合の月曜ドラマシリーズで2003年2月10日から3月10日に放送された日本のテレビドラマ。

## キャスト
- 藤島 風子：市原悦子
- 藤島 悟郎：池内万作
- 藤島 志郎：石田太郎
- 藤島 愛子：占部房子
- 沢田 智子：井川遥
- 正木 涼子：深浦加奈子
- 正木 繁夫：柳家花緑
- 横山 周平：山本晋也
- 佐藤 洋子 : 江口由起
- 石井 英子：北川弘美
- 朝日奈課長：小倉久寛
- 真田巡査部長：近童弐吉
- 高野 鋼三：坂上忍
- 桜井 美千子：山口紗弥加
- 橋本 理子：坂口良子
- 波川 清子：渡辺美佐子
- 波川 利一：加藤武
- 正木 竜平：大滝秀治
- 河野 ゆうこ：星由里子
- 村岡 八十八：宝田明
- 立花 豪：藤竜也

## スタッフ
- 脚本：竹山洋
- 音楽：羽田健太郎
- 制作統括：家喜正男
- 演出：望月良雄

## サブタイトル
1. 夫婦の味
2. 涙の味
3. 幸せの味
4. 母の味
5. 真実の味